# Квенија (језик)
| Квенија ()        | Квенија () | Квенија () |
| ----------------- | --- | ---------- |
| Говори се у:      | Валинор, Лотлоријен, Сиве луке                                                                                |            |
| Укупно говорника: | ? |            |
| Породица језика:  | Виловњачи језици - Аманска група - Квенија - ванјарски дијалект (Валинор) - нолдорски дијалект (Средња земља) |            |

Квенија (Quenya) је вештачки језик који је у својим делима створио енглески писац Џ. Р. Р. Толкин. Овај језик се среће у његовим делима и као:
- Високо-виловњачки
- Високи говор Нолдора
- Древни говор
- говор Виловњака Валинора
- Вилин-латински или Виловњачки латински
- Валинорски или Валинореански
- Авалонијски
- Ересеански;

а на језицима Толкиновог света: 
- (квенија – Језик Књиге)
- (квенија – високоговор)
- (на адунајском)
- или  (на телерину)
- или  (на гномском, једном од раних Толкинових језика).

## Историја језика
Квенија је најистакнутији члан аманског огранка породице виловњачких језика. У Аману су постојала два дијалекта, ванјарски и нолдорски. Из историјских разлога изнетих у »Силмарилиону«, само овај други се користио у Средњој земљи. Још један језик елдара који се говорио у Валинору, Телерин, се може сматрати дијалектом квеније, али се чешће о њему говори као о посебном језику. У поређењу са осталим виловњачким језицима, квенија се сматра архаичним језиком, који је сачувао многе одлике предачког, правиловњачког језика. Ипак, у Валинору се доста изменио, умекшао, чиме је постао пријатнији и милозвучнији. Такође је у том периоду у квенију ушао већи број речи из језика Валара, али они сами су у општењу са виловњацима користили квенију, јер њихов језик је мало виловњака знало и није био толико милозвучан. Као и сви Валари, и Мелкор је говорио квенију, и то са таквом умешношћу да је и саме великаше воловњака завео.
Квенија је био и први језик који је записиван знаковима које је измислио Румил, познатим као сарати, а касније и Феаноровим писмом, тенгваром. 
У Средњу земљу је квенија дошла са Нолдорима Изгнаницима након Побуне Нолдора у Првом Раздобљу. Али, Нолдори су тамо били малобројни у односу на Синдаре, који су говорили један другачији, иако сродан, језик, синдарин, тако да су га и они већим делом научили. Након што је краљ Тингол од Доријата дознао да су Нолдори побили већи део Телера у Валинору забранио је употребу квеније у свом краљевству, тако да су Изгнаници почели користити синдарин, а квенија се очувала само у међусобним разговорима лордова тог народа. Након што је основао скривени град Гондолин, Тургон му је дао име Ondolindë на старом говору, али је синдаринско име било познатије, а чак је и за његове становнике квенија била само »језик предања«.
Квенија као језик је преживела и Ратове Белеријанда и многи Едаини, након пресељења у Нуменор, су поред синдарина који је већина знала, научили од виловњака који су долазили из Валинора и квенију. Чак су и владари Нуменора узимали владарска имена на квенији, и тај обичај је настављен све док у 2899. години Другог Раздобља на престо није дошао двадесети краљ, који је мрзео виловњаке и који им је завидео на бесмртности. Он је узео скиптар под именом на адунајском, Ar Adûnakhôr – Господар Запада. Ипак, у Свитку Краљева је његово име, као и имена свих других краљева и краљица Нуменора, записано на квенији као Tar Herunúmen. Године 3102. је двадесет и трећи краљ, Ар Гимилзор [], у потпуности забранио употребу елдарских језика и чак забранио долазак икога од Елдара у Нуменор. Ипак, његов син, Инзиладун, се покајао због греха предака и скпитар узео под квенијским именом Tar Palantír, Далековиди, али је већ за народ Нуменора било касно. Након његове смрти, требало је да га наследи ћерка Мириел као четврта Владајућа Краљица, али је син њеног стрица њу оженио и сео на престо као Ар Фаразон []. У својој лудости изазвао је рат са Сауроном, који је привидно понизио и предао. Ар Фаразон га је довео у Нуменор, где је овај ускоро постао главни саветник краљев. Навео га је да помисли да ће тадобити бесмртност ако ступи у Валинор, што су Валари оштро забранили. Ипак, Саурон није претпоставио да ће се Валари обратити Једноме и да ће Он изменити облик читавог света. Валинор је уклоњен ван видљивог света, чиме је већина оних који су од рођења говорили квенију отишло са овог света. Нуменор је потонуо под Море, и добио је ново име на квенији: Mar-nu-Falmar, Дом под Таласима и Atalantë, Она-која-је-Пала.
Једини који су преживели Уништење су били Елендил и његови синови Исилдур и Анарион као и они који су их пратили на бродовима. Они су били вилин-пријатељи и основали су Краљевства у Изгнанству, Арнор и Гондор. Саурон, изгубивши своје физичко тело у Уништењу Нуменора, вратио се у Мордор одакле је ускоро напао Гондор, али након дугог рата је поражен и Јединствени Прстен му је отет. Сматрало се да је мртав и тако је отпочело Треће Раздобље.
Краљеви Арнора и Гондора су узимали квенијска имена, као у Нуменору у давнини. Али, зла судбина је задесила ова краљевства. 861. године Трећег Раздобља се Арнор распао на мања краљевства, а убрзо потом је потпуно уништен. У Гондору се обичај квенијских имена задржао до смрти последњег краља 2050. године, када током следећег миленијума, владају Домостројитељи који узимају имена на синдарину. Тек на крају Трећег Раздобља, 3019. године, када Арагорн II постаје краљ Обновљеног Краљевства, он узима име на квенији, Elessar, Вилин-камен. Ипак, квенија више није заживела као говорни језик, већ је, као у нашем свету латински, постала језик предања и церемоније.

## Име језика
Реч квенија [], у ванјарском дијалекту Quendya потиче од истог корена као и реч Quendi – Виловњаци, тако да је значење имена просто Виловњачки [језик]. Корен ове две речи је quet−, „говорити”, а како је то речено у предањима, виловњачки учењаци су сматрали да име Quendi значи „они који говоре језиком”.

## Настанак језика
Квенија (првобитно зван Qenya) је настала врло рано, чак можда и око 1915. године. Чини се да је те године двадесеттрогодишњи Толкин саставио »Лексикон Квенје« [], један од најстаријих 'речника' виловњачког језика. До облика који се јавља у »Господару прстенова«, који је мање-више коначан, било је безброј измена и граматике и речника, али основна фонетска структура је присутна од почетка. 
Толкин је и након изласка »Господара прстенова« наставио да дотерује квенију, јер је то био, по речима његовог сина Кристофера,: »Језик какав је он желео, језик његовог срца«. Језик се највише ослања на структуру и граматику финског и латинског језика, а донекле, мада у много мањој мери, и грчког.
Најдужи пример квеније у »Господару прстенова« је Галадријелин ламент, познат под насловом Namárië, који се може наћу на самом крају поглавља Збогом Лоријену (ГП I – Књига II – стр. 430.):
| Ai! Laurië lantar lassi súrinen,      |  | Ах! Попут злата пада лишће на ветру,                |
| yéni únótimë ve rámar aldaron!        |  | дуге године небројене као крила дрвећа!             |
| Yéni ve lintë yuldar avánier          |  | Дуге године су прошле                               |
| mi oromardi lissë-miruvóreva          |  | као напици слатке медовине у поноситим дворанама    |
| Andúnë pella, Vardo tellumar          |  | иза Запада, под плавим сводовима Варде              |
| nu luini yassen tintilar i eleni      |  | где звезде подрхтавају                              |
| ómaryo airetári-lírinen.              |  | у песми његног гласа, посвећеног и краљевског.      |
|                                       |  |                                                     |
| Sí man i yulma nin enquantuva?        |  | Ко ће ми поново напунити чашу?                      |
|                                       |  |                                                     |
| An sí Tintallë Varda Oiolossëo        |  | Јер сада је Светитељка, Варда, Краљица Звезда       |
| ve fanyar máryat Elentári ortanë      |  | са Планине Вечне Белине, подигла руке као облаке    |
| ar ilë tier unudlávë lumbulë          |  | и све су стазе утонуле дубоко у сенку               |
| ar sindanóriello caita mornië         |  | а из сиве земље тама лежи                           |
| i falmalinnar imbë met,               |  | на запенушаним таласима међу нама                   |
| ar hísië untúpa Calaciryo míri oialë. |  | и магла покрива драгуље Калакирије заувек.          |
| Sí vanwa ná, Rómello vanwa, Valimar!  |  | Изгубљен сад, за нас са Истока изгубљен је Валимар! |
| Namárië! Nai hiruvalyë Valimar!       |  | Збогом! Можда ћеш ти наћи Валимар!                  |
| Nai elyë hiruva! Namárië!             |  | Можда ћеш чак и ти наћи га! Збогом!                 |

## Фонолошка структура
У квенији постоји пет кратких и пет дугих самогласника (a, e, i, o, u и á, é, í, ó, ú). Изговор самогласника је истоветан као у српском језику. Због специфичности читања самогласника у енглеском језику, Толкин је писао двотачку (дијарезу) над неким самогласницима, па тако у речи Manwë дијареза означава да се е на крају речи чита (одн. да није немо), или у Eärendil означава да се одвојено читају оба самогласника, и е и а, а не као у енг. ear. 
Постоји шест дифтонга ai, au, oi, ui, eu, iu (јавља се још и седми, ei, али само у неколико речи и није сигурно да је дифтонг).
Сугласници се читају фонетски, осим неколико изнимака, па се тако hy у hyarmen [југ] чита као немачко ch у ich-Laut. За разлику од 'каснијих' виловњачких језика, у квенији не постоји звучно-безвучни пар th-dh (þ-ð). У раној фази језика се безвучно þ стопило са s и по изговору се не разликује, али се и даље писало са тенгвом súlë [←thúlë], а не са silmë (види Тенгвар). Плозиви b, d и g се јављају само у сугласничким кластерима mb, nd/ld/rd и ng, а никада самостално. Речи у квенији почињу само са четири врсте кластера и то qu (=cw), ty, ny и nw, али под условом да се полусамогласници   и   рачунају у сугласнике. Речи се завршавају углавном на самогласник или, ређе, на сугласник (најчешће t, s, l, n и r). 
Начин записивања латиницом је Толкин базирао на латинском језику, тако да је читање слично. Сугласник c се чита као к, y као ј (тако да се ny и ly читају као нј и лј, а не као њ и љ), qu као kw, x као кс.

## Основе граматике

### Именице

#### Падежи
У квенији, именице се мењају у девет или десет падежа. Промене су сличне као у српском језику, односно, на реч или корен речи се додају различити суфикси, који су у случају квеније стандардни за сваки падеж..
Падежи у квенији су:
- номинатив – основни, неизмењиви облик именице који нема посебан суфикс. Именица у номинативу има функцију субјекта глаголу.
- [акузатив] – овај падеж се користио у Валинору, али се он изгубио касније у Средњој земљи и номинатив је преузео његову функцију. Он се градио продужавањем последњег самогласника у речи (cirya (ном.) → ciryá (акуз.)), док речи које су се завршавале на сугласник нису имале очигледан акузатив.
- генитив – се гради додавањем суфикса -o на реч, осим на оне које се завршавају у номинативу на -o, када се суфикс додаје на корен речи (Varda → Vardo, не Vardao). Ако се именица завршава на -o, онда је генитив 'невидљив', односно, не разликује се од номинатива. Генитив множине има суфикс -on (нпр. Silmaril (ном. јед.) → Silmarilli (ном. множ.) → Silmarillion (ген. множ.)). У овом се случају генитивни наставак не додаје на корен речи, већ на саму реч, тако да је генитив множине Silmarillion а не Silmarilon.
- посесив [познат још и као асоцијатив или адјектив] – функција овог падежа је да означи припадање, односно, да субјект који описује именица припада или потиче од некога/нечега. (róma Oroméva значи Оромеов рог, али у смислу »рог који припада/је припадао Оромеу у тренутку када се говори (садашњост или прошлост«). Суфикс за овај падеж је -va, односно за именице које се завршавају на сугласник -wa.
- датив – падеж који одговара на питања »коме?« и »чему?«. Суфикс овог падежа је -n.
- локатив – падеж са суфиксом -ssë са значењем »на« или »у«, који има множински облик -ssen.
- аблатив – падеж са суфиксом -llo са значењем »од«, »из« или »са« (нпр. Rómello (скраћено од Rómenello) = Исток+са = са Истока.
- алатив – падеж са суфиксом -nna са значењем »до«, »у« или »на«, као у Елендиловим речима Et Eärello [аблатив Море-од (-са) = од или са Мора] Endorenna [алатив Средња земља-до = до Средње земље] utúlien = Од Великог Мора до Средње земље дођох.
- инструментал – падеж који означава средство (инструмент) којим се извршава радња или разлог њеног одвијања. Суфикс овог падежа је -nen (нпр. laurië lantar lassi súrinen – попут злата пада лишће на [буквално: због] ветру)
- респектив – падеж који није најподробније описан и чија функција није баш најјаснија. Суфикс овог падежа је -s (у множини -is). Он се не среће ни у једном тексту на квенији. Неки га користе као замену за локатив, али нема доказа ни за ни против ове употребе.

Ако се падежни суфикс додаје именици која се завршава на сугласник, често се умеће -e- да би се избегла употреба компилкованих кластера сугласника, па тако алатив имена Elendil није Elendilnna, већ Elendilenna. У случају да је именица у множини, убацује се -i-.

#### Бројеви
У квенији се именица мења у четири броја и то:
- једнина
- множина
- партитивна множина – означава један део веће групе објеката, ствари или лица
- дуал или двојина – означава природан пар (очи, ноге, руке...), а не било која два објекта, ствари или лица.

Суфикси именица у падежима и бројевима су следеће:
| падеж        | једнина                            | множина       | партитивна множина | дуал                       |
| номинатив    | –                                  | –r или –i     | –li (архаично –lí) | –t или –u                  |
| акузатив     | дуги завршни самогласник (ако има) | –i            | –lí                | ? –u → –ú                  |
| датив        | –n                                 | –in           | –lin               | –nt (–en за именице на –u) |
| генитив      | –o                                 | ном. мн + –on | –lion              | –to                        |
| посесив      | –va (–wa)                          | –iva          | –líva              | –twa                       |
| локатив      | –ssë                               | –ssen         | –lisse(n)          | –tsë                       |
| алатив       | –nna                               | –nnar         | –linna(r)          | –nta                       |
| аблатив      | –llo                               | –llon (–llor) | –lillo(n)          | –lto                       |
| инструментал | –nen                               | –inen         | –línen             | –nten                      |
| респектив    | –s                                 | –is           | –lis               | –tes                       |

Тако, именица cirya – брод се по падежима и бројевима мења на следећи начин:
| падеж        | једнина    | множина                 | партитивна множина         | дуал         |
| номинатив    | cirya      | ciryar                  | ciryali                    | ciryat       |
| акузатив     | ciryá      | ciryai                  | ciryalí                    | –            |
| датив        | ciryan     | ciryarin                | ciryalin                   | ciryant      |
| генитив      | ciryo      | ciryaron                | ciryalion                  | ciryato      |
| посесив      | ciryava    | ciryaiva                | ciryalíva                  | ciryatwa     |
| локатив      | ciryassë   | ciryassen               | ciryalissë или ciryalissen | ciryatsë     |
| алатив       | ciryanna   | ciryannar               | ciryalinna или ciryalinnar | ciryanta     |
| аблатив      | ciryallo   | ciryallon или ciryallor | ciryalillo или ciryalillon | ciryalto     |
| инструментал | ciryanen   | ciryainen               | ciryalínen                 | ciryanten    |
| респектив    | ciryas [?] | ciryais [?]             | ciryalis [?]               | ciryates [?] |

#### Члан
Именице у квенији имају одређени члан i који одговара енглеском the (i eleni = енг. the stars). Неодређеног члана (енг. a/an) нема, односно, ако нема одређеног члана, подразумева се да је именица неодређена (elen = енг. a star).

### Глаголи
У квенији постоји две групе глагола: мања, коју чине основни (примарни) глаголи, чија основа је корен без икаквих додатака, те тако, глагол mat-, „јести”, долази од корена MAT- истог значења. У овом примеру, глагол mat- би требало превести са „јес-”, јер се инфинитив („јести”) гради додавањем наставка -ë (одговара српском -ти) на основу. Ово је много очигледније у енглеском где се mat- може превести као eat, а инфинитив matë са енглеским to eat. Друга и много већа група глагола су изведени глаголи, или тзв. глаголи А-основе. Њу чине сви глаголи који се завршавају на -a, које није део корена речи, већ постоји неколико одређених заврштака, од којих су -ya и -ta најчешћи. На пример, корен TUL, „доћи”, не чини само основни глагол tul-[-ë], „доћи”, већ и дуже А-основе tulta-[-ë], „сазвати” и tultya-[ë], „довести”. Ови наставци мењају основно значење глагола, односно, у овмо случају, оба имају улогу каузатива, јер су „сазвати” и „довести” две варијације процеса „учинити да дође/дођу”. Неки од глагола имају завршетак –na, док још мањи број има прост завршетак –a.

#### Времена
Глаголи се у квенији јављају у пет времена: 
- аорист
- садашње време
- прошло време
- прошло свршено време
- будуће време

Осим ових, може се срести и давно прошло време (плусквамперфект), али се њиме Толкин није много бавио.

### Придеви
Придеви у квенији немају рода, односно, сви се користе без промена за сваки род. Многи се завршавају на -a (нпр. laiqua – „зелен/а/о/”, alassëa – „срећан/а/о”, vanya – „леп/а/о”). Мањи број се завршава на –ë (carnë – „црвен/а/о”), а чини се да нема придева који се завршавају на –o или –u. Релативно мали број придева се завршава на сугласник, претежно на –n (firin – „мртав/а/о [природном смрћу]” или qualin – „мртав/а/о [несрећним случајем]”). Придеви се слажу у броју са именицом коју описују. Придеви који се завршавају на -a, у множини се завршавају на -ë, придеви на -ë се у множини завршавају на -i, док придеви на -ëa имају у множини завршетак -ië:
vanya vendë – „лепа девојка” → vanyë vendi – „лепе девојке”

carnë parma – „црвена књига” → carni parmar – „црвене књиге” 

laurëa lassë – „златан лист” → laurië lassi – „златно лишће”
Суперлативи придева се изводе са префиксом an-:
calima – „светао/ла/ло” → ancalima – „најсветлији/а/е”
Није познато како се граде компаративи придева.

### Заменице
Заменице су у квенији мали проблем. Постоји много непознаница, а проблем компликује и мноштво различитог материјала који је Толкин написао током година у којем је често мењао своје мишљење по овом питању. Овде изложен систем је састављен из многих извора који се могу наћи како у књигама, тако и на интернету, и као такав не мора представљати тачан систем, већ је арбитраран и подложан променама.

#### Показне заменице
Око једне ствари нема двојбе: заменице се (углавном) јављају као суфикси на именицама или глаголима, а не као засебне речи. У следећој табели су наведене личне заменице као суфикси на глаголима (арбитрарне су означене са *):
| 1. лице једнине        | ја                              | –n или –nyë                                                  |
| 2. лице (из поштовања) | Ти или Ви                       | –l или –lyë                                                  |
| 2. лице (фамилијарно)  | ти или ви                       | –ccë *                                                       |
| 3. лице једнине        | он – она – оно                  | –s (уопштено) –ro он –rë она                                 |
| 1. лице множине        | ми                              | –mmë (укључујући саговорника) –lmë (искључујући саговорника) |
| 1. лице двојине        | нас двојица/две/двоје (као пар) | –lvë или –lwë                                                |
| 3. лице множине        | они                             | –ntë                                                         |

На основу ове табеле, глагол lendë - „отићи” у перфекту се мења на следећи начин:
| 1. лице једнине        | ја сам отишао                    | lenden или lendenyë                                                  |
| 2. лице (из поштовања) | Ти/Ви си/сте отишли              | lendel или lendelyë                                                  |
| 2. лице (фамилијарно)  | ти/ви си/сте отишли              | lendeccë *                                                           |
| 3. лице једнине        | он/она/оно је отишао/ла/ло       | lendes (уопштено) lendero он је отишао lenderë она је отишла         |
| 1. лице множине        | ми смо отишли                    | lendemmë (укључујући саговорника) lendelmë (искључујући саговорника) |
| 1. лице двојине        | нас двојица/две/двоје смо отишли | lendelvë или lendelwë                                                |
| 3. лице множине        | они су отишли                    | lendentë                                                             |

#### Присвојне заменице
Чак се и присвојне заменице у квенији изражавају суфиксима који се додају директно на именицу. Суфикси присвојних заменица на именицама углавном одговарају суфиксима личних на глаголима, осим што се завршавају на -a:
| 1. лице једнине        | мој/моја/моје    | –nya                                                         |
| 2. лице (из поштовања) | Твој или Ваш     | –lya                                                         |
| 2. лице (фамилијарно)  | твој или ваш     | –cca *                                                       |
| 3. лице једнине        | његов – њен      | –rya                                                         |
| 1. лице множине        | наш              | –mma (укључујући саговорника) –lma (искључујући саговорника) |
| 1. лице двојине        | наш (мој и твој) | –lva или –lwa                                                |
| 3. лице множине        | њихов            | –nta                                                         |

Тако, на пример, именица parma – књига, се мења овако:
| 1. лице једнине        | моја књига                | parmanya                                                            |
| 2. лице (из поштовања) | Твоја/Ваша књига          | parmalya                                                            |
| 2. лице (фамилијарно)  | твоја/ваша књига          | parmacca *                                                          |
| 3. лице једнине        | његова/њена књига         | parmarya                                                            |
| 1. лице множине        | наша књига                | parmamma (наша и твоја књига) parmalma (наша, али не и твоја књига) |
| 1. лице двојине        | наша (моја и твоја) књига | parmalva или parmalwa                                               |
| 3. лице множине        | њихова књига              | parmanta                                                            |

Када се именице завршавају на сугласник, -e- се може убацити између именице и суфикса зарад лакшег изговора (нпр. macil – мач → macilerya – његов мач, а не macilrya). Код множине, суфикс за множину именица -i раздваја корен именице и суфикс (macili – мачеви → maciliryar – његови мачеви). Могуће је да суфикс -nya – мој увек има -i-, чак и у једнини (нпр. Anarinya – моје Сунце од Anar – Сунце). 
Овако добијене именице са показним и присвојним суфиксима се деклинирају као и обичне именице, тако да од номинатива parmanya – моја књига, добијамо генитив parmanyo, посесив parmanyaiva...
У квенији се понекад, поред суфикса, јављају и заменице као посебне речи, које служе углавном за наглашавање. Тако, у последња два стиха песме Namárië имамо:
Namárië! Nai hiruvalyë Valimar!

Nai elyë hiruva! Namárië!
У првом од наведених стихова, реч hiruvalyë значи „ћеш наћи” односно „ћеш наћи-ти”, где је суфикс -lyë показна заменица 2. лица Ти. У другом стиху, пак, реч elyë је преведена са „чак [...] ти”. Према још неким примерима, чини се да се показне заменице као посебне речи у сврху наглашавања граде префиксом e- или i- на одговарајући заменични наставак (inyë, elyë, elmë...).